# 시애틀 매리너스
시애틀 매리너스(영어: Seattle Mariners)는 미국 워싱턴주 시애틀을 연고지로 하는 프로 야구 팀으로 메이저 리그 아메리칸 리그 서부 지구에 소속이다. 홈구장은 개폐식 돔구장인 T-모바일 파크이며 1977년에 창단되었다.
시애틀은 1995년, 1997년, 2001년 3번의 서부 지구 우승을 한 적이 있다. 2001년에는 스즈키 이치로를 영입하여 아메리칸 리그 116승 46패라는 메이저 리그에서도 전례가 없던 성적으로 서부지구 정규리그 우승을 차지하며 단일시즌 팀 최다승 신기록을 수립했다. MLB 사상 최초 동양계 감독인 돈 와카마쓰가 있었으나, 2010년 부진한 성적의 이유로 퇴진했으며 감독대행 대런 브라운으로 대체되었다가 시즌이 끝난 후 에릭 웨지 감독을 영입하였다.
MLB 30개 구단 중 유일하게 월드 시리즈에 진출하지 못했으며, 80년대 말 세인트피터즈버그 이전설이 제기됐으나 무산됐다.

## 명예의 전당
- 켄 그리피 주니어 : 외야수, 명예의 전당 헌액(헌액연도 : 2016년, 득표율 : 99.3%)
- 에드가 마르티네즈 : 지명타자, 명예의 전당 헌액(헌액연도 : 2019년, 득표율 : 85.4%)

## 영구 결번
- #11 에드가 마르티네즈 (Edgar Martinez)
- #24 켄 그리피 주니어 (Ken Griffey Jr.)
- #42 재키 로빈슨 (Jackie Robinson)

## 역대 주요 선수
한국인 선수로는 2005년부터 2006년까지 추신수가, 2016년에는 이대호가 소속되어 있었다.

### 투수
- 프레디 가르시아
- 릭 거톰슨
- 구스 고시지
- 헥터 노에시
- R. A. 디키
- 데릭 로
- 마크 로
- 클리프 리
- 브랜든 리그
- 마이크 매덕스
- 테리 멀홀랜드
- 랜디 메신저
- 차승 백
- 데니 바티스타
- 에리크 베다르
- 트래비스 블래클리
- 버드 블랙
- 사사키 가즈히로
- 크리스 세든
- 조지 셰릴
- 라파엘 소리아노
- 카를로스 실바
- 데이비드 아즈마
- 애런 하랑
- 개릿 올슨
- 랜디 존슨
- 프란시스코 크루세타
- 저스틴 토마스
- 브라이언 푸엔테스
- 라이언 프랭클린
- 마이클 피네다
- 조엘 피네이로
- 라이언 피어밴드
- 팀 하리칼라
- 숀 켈리
- 케빈 호지스
- 조 손더스
- 펠릭스 에르난데스 (현재)
- 이와쿠마 히사시
- J. A. 햅

### 포수
- 조지마 겐지
- 채드 크루터

### 내야수
- 가와사키 무네노리
- 브랜던 라이언
- 알렉스 로드리게스
- 댄 로마이어
- 에드가 마르티네즈
- 마리오 멘도사
- 켄드리 모랄레스
- 윌슨 발데스
- 보비 밸런타인
- 아드리안 벨트레
- 리치 색슨
- 저스틴 스모크
- 아르키메데스 포조
- 잭 한나한
- 루이스 히메네스
- 이대호
- 로빈슨 카노

### 외야수
- 켄 그리피 1세
- 켄 그리피 주니어
- 워런 뉴슨
- 빅토르 디아스
- 매니 마르티네스
- 제임스 매코언
- 케이스 미첼
- 마이클 샌더스
- 스즈키 이치로
- 애덤 존슨
- 라이언 잭슨
- 추신수
- 헤수스 타바레스
- 에릭 테임즈
- 윌리 모 페냐
- 스콧 포드세드닉
- 블라디미르 발렌틴
- 리키 헨더슨
- 라울 이바녜스
- 넬슨 크루즈 (현재)

## 역대 한국인 선수
(매리너스 시절 등번호, 포지션, 매리너스 소속이던 시즌)
- 추신수 - 54번/17번, 외야수, 2005년~2006년
- 이대호 - 56번/10번, 내야수, 2016년

## 같이 보기
- 시애틀 레이니어스